# Estação Aalto-yliopisto
Aalto-yliopisto ou Universidade Aalto (em sueco:  Aalto-universitetet, em inglês:  Aalto University) é uma das 30 estações do Metro de Helsínquia. Parte da primeira fase do projecto de expansão a ocidente "Länsimetro", entrou em serviço a 18 de Novembro de 2017.